# Вильгельмина Прусская

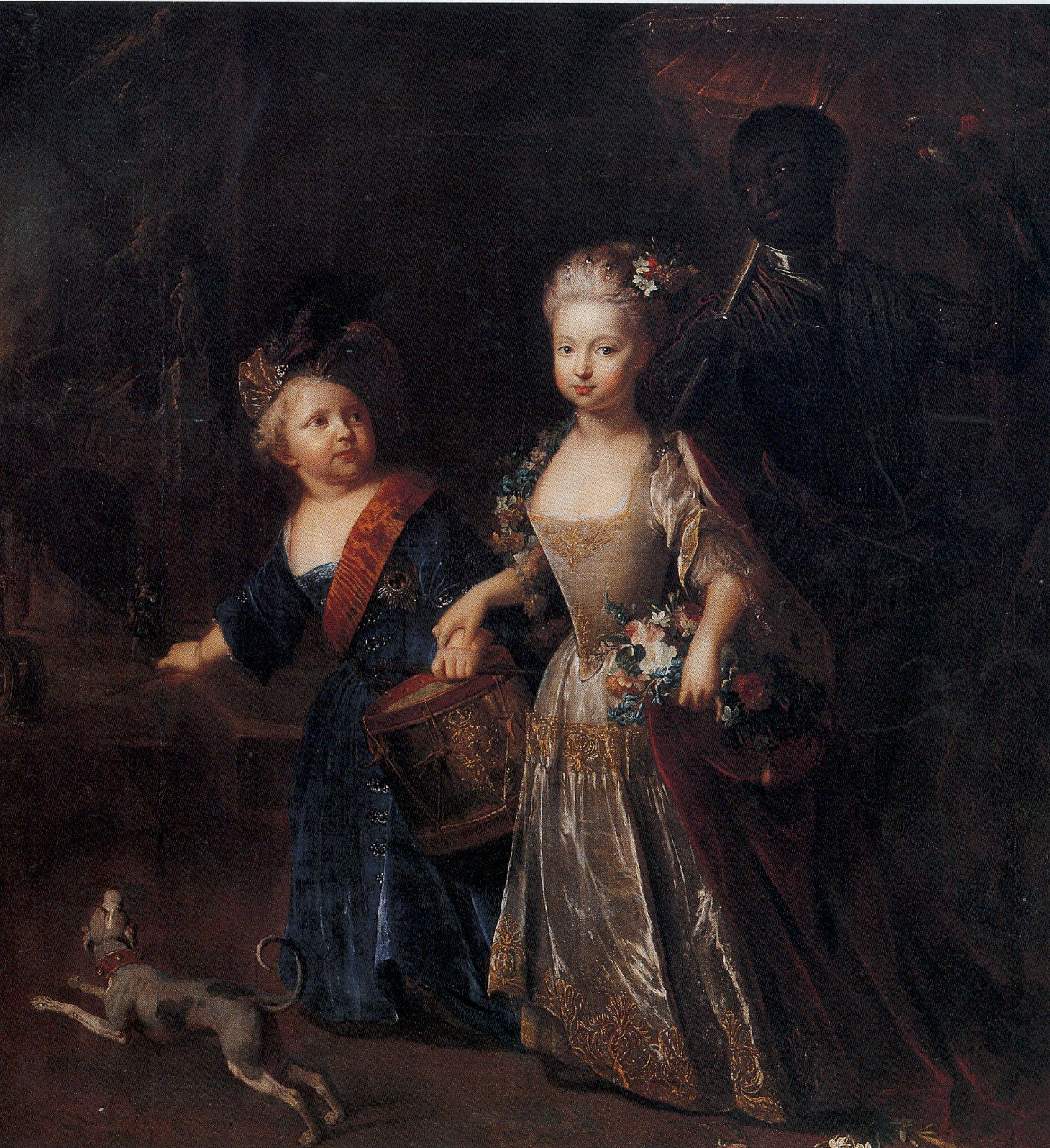
Принцесса Вильгельмина с братом Фридрихом. Работа Антуана Пэна

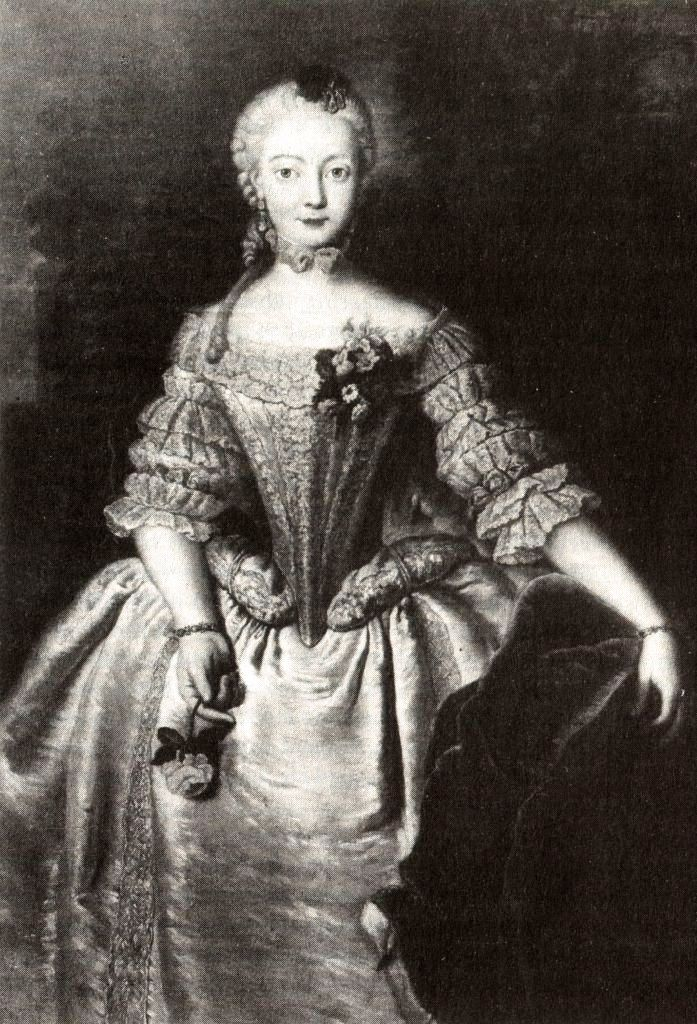
Вильгельмина в подвенечном платье

Фридерика София Вильгельмина Прусская (нем. Friederike Sophie Wilhelmine von Preußen; 3 июля 1709, Потсдам — 14 октября 1758, Байройт) — старшая дочь прусского короля Фридриха Вильгельма I и его супруги Софии Доротеи Ганноверской, любимая сестра Фридриха Великого, маркграфиня Байрейтская.

## Биография
Крещение Вильгельмины состоялось 12 июля. Её крестными стали монархи, присутствовавшие на встрече трёх королей 1709 года: Август Сильный и Фредерик IV.
Вильгельмина росла в спартанских условиях при дворе «короля-солдата», в доме, где отсутствовала любовь и господствовали авторитарные методы воспитания детей. Изначально у неё неплохо складывались отношения с отцом, что отражено во многих письмах, отправленных ею отцу. Однако она страдала от перемен настроения короля-отца. С детства и до самой смерти Вильгельмину связывали очень близкие отношения с младшим братом Фридрихом, их объединяло общее увлечение музыкой и наукой. На несколько лет эта необыкновенная дружба была омрачена спорами вокруг наследства дочерей генерала фон дер Марвица, которое после свадьбы Вильгельмины фон дер Марвиц отошло к враждебной Австрии.
В 35 лет Вильгельмина подробно описала в своих воспоминаниях годы детства, проведённые с воспитательницей-итальянкой сомнительного происхождения Лети: «Не проходило ни одного дня, чтобы она не опробовала на мне силу своих внушающих страх кулаков». Дочь беглого итальянского монаха Лети, воспитывавшая Вильгельмину с трёх лет, была красива собой, блистательна, кокетлива, но зла и коварна. Девочка страдала от неё почти так же, как и от родителей, которые всё больше отдалялись друг от друга и срывали собственное недовольство на детях.
Вильгельмина относила свои мучения на итальянское происхождение Лети, однако была и более глубинная причина: итальянка расположила к себе двух министров короля — Фридриха Вильгельма фон Грумбкова и князя Леопольда Ангальт-Дессауского, которые настроили отца Вильгельмины против матримониальных планов Софии Доротеи и её отца короля Георга I. Вильгельмине некому было рассказать о своих проблемах, и в конце концов у неё даже случились жёлчные колики, от которых её кожа долгие месяцы сохраняла жёлтый цвет. София Доротея по всей видимости не обращала внимания на муки старшей дочери, пока воспитательница принцев мадам де Руколль прямо не заявила королеве о том, что от побоев Вильгельмина когда-нибудь превратится в инвалида. После этого Лети была заменена фрейляйн фон Зонсфельд, которой удалось завоевать доверие ребёнка и стать на долгие годы доверенным лицом Вильгельмины. Ещё ребёнком Вильгельмина стала разменной монетой в битве политических амбиций её родителей. Её мать стремилась укрепить родственные связи с англо-ганноверским королевским домом и пыталась организовать помолвку Вильгельмины с её племянником Фридрихом Людвигом Ганноверским, 15-м принцем Уэльским, в то время как верный императору Фридрих Вильгельм I предпочитал сблизиться с Габсбургами.
После неудачного побега брата с Германом фон Катте отец заподозрил Вильгельмину в соучастии. Он угрожал ей заключением в крепость Шпандау и казнью брата. По указанию короля министр Грумбков, пригрозив отправить фрейляйн фон Зонсфельд в сумасшедший дом для падших женщин, потребовал от неё переубедить воспитанницу и заставить её подчиняться приказам отца. Так Вильгельмина покорилась матримониальным планам Фридриха Вильгельма I, который вскорости решил выдать её замуж за Фридриха Бранденбург-Байрейтского. Младше Вильгельмины на два года, он изначально предназначался для младшей сестры Вильгельмины Софии.
Вильгельмина вышла замуж за Фридриха, наследного принца княжества Байрейтского 20 ноября 1731 года. Несмотря на то, что брак был заключён по расчёту, первые годы семейной жизни молодожёнов были преисполнены любовными чувствами. После смерти свёкра маркграфиня стала играть заметную роль в модернизации Байрейта. Её активное участие в строительстве, известное как «Байрейтское рококо», сохранило свой след и поныне. Жемчужиной этой архитектуры стало построенное по случаю свадьбы её дочери Елизаветы Фридерики Софии Бранденбург-Байрейтской здание Маркграфской оперы в Байрейте.
Основанный маркграфами Байрейтскими Университет имени Фридриха возглавил личный врач Вильгельмины Даниэль де Супервиль, которого она выменяла у своего отца за двух «рослых парней». В его личной переписке были найдены мемуары маркграфини. Она интересовалась проблемами научной жизни и вела переписку на философские темы с Вольтером.
Вильгельмина совершенствовалась и в музыке. Мастерство игры на лютне поклонницы и ученицы Сильвиуса Леопольда Вайса достигло совершенства. Под её опекой этот музыкальный инструмент пережил последний свой пик популярности. К своему двору Вильгельмина приглашала самых известных лютнистов. Написанная ею опера «Аргенора» была поставлена ко дню рождения супруга в 1740 году. В сюжете оперы нашли своё отражение сложные отношения Вильгельмины и её брата Фридриха с отцом.
В последующие годы любовь маркграфа к Вильгельмине угасла, и он взял себе в любовницы её первую придворную даму Вильгельмину фон дер Марвиц. Австрийские дипломаты пытались оказывать влияние на Пруссию через Байрейтский двор. В сентябре 1745 года во время Второй Силезской войны Вильгельмина встретилась с Марией Терезией и тем самым навредила своим отношениям с братом.
В 1750 году Вильгельмина провела несколько недель в Пруссии и встретилась в Потсдаме с известными современниками: Вольтером, Мопертюи и Ламетри. В последний раз Вильгельмина повидалась с братом в июне 1754 года. После этого Фридрих написал сестре: «Мы покидаем Вас, но с Вами остаётся сердце того, кто до своего конца останется Вашим верным слугой».

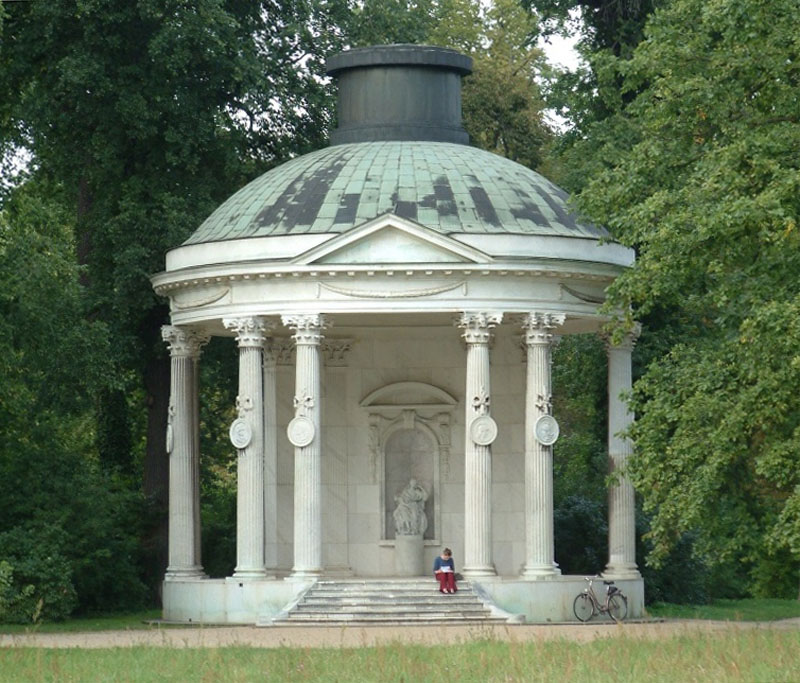
Храм дружбы, возведённый в память о сестре Фридрихом II

Вильгельмина умерла 14 октября 1758 года В тот же день её брат потерпел сокрушительное поражение в битве при Хохкирхе, в которой погиб его друг фельдмаршал Джеймс Кейт. Через десять лет после смерти сестры Фридрих II возвёл в парке Сан-Суси Храм дружбы, посвящённый памяти Вильгельмины.

## Потомки
У маркграфов Байрейтских родился один ребёнок — дочь Елизавета Фридерика София Бранденбург-Байрейтская (1732—1780), которую Джакомо Казанова описывал как самую красивую девушку Германии. В 1748 году она вышла замуж за герцога Карла Евгения Вюртембергского. Через несколько лет супруги разошлись, но не развелись, и Елизавета вернулась в Байрейт. Она похоронена рядом с родителями в Байрейтской придворной церкви.